# Chorinaeus australis
Chorinaeus australis är en stekelart som beskrevs av Thomson 1887. Chorinaeus australis ingår i släktet Chorinaeus och familjen brokparasitsteklar. Inga underarter finns listade i Catalogue of Life.